# 新紮殭屍追女仔
《新紮殭屍追女仔》（英語：My Best Friend Is a Vampire）是一部1987年首映的美國恐怖喜劇片，由Jimmy Huston執導，羅伯·蕭恩·萊納德及雷內·奧柏戎諾瓦等主演。
此片描述一名青少年成為吸血鬼後，怎樣嘗試不吸人類的血，以保留他的人性的故事；題材有：青少年時期、性別認同、偏見及身分認同等。

## 外部連結
- 互联网电影数据库（IMDb）上《新紮殭屍追女仔》的资料（英文）
- 爛番茄上《新紮殭屍追女仔》的資料（英文）
- Box Office Mojo上《新紮殭屍追女仔》的資料（英文）